# The Incredible Melting Man
The Incredible Melting Man is een Amerikaanse B-sciencefiction/horrorfilm uit 1977. De film werd geregisseerd en geschreven door William Sachs.

## Verhaal
Astronaut Steve West is de enige overlevende van een missie naar de planeet Saturnus. Hij keert terug op aarde, waar hij blijkt te zijn blootgesteld aan een onbekende vorm van straling. Terwijl hij in het ziekenhuis wordt behandeld, gaat z’n gezondheid snel achteruit. Zijn huid begint letterlijk van zijn botten af te smelten.
Door zijn toestand draait Steve volledig door. Hij ontsnapt uit het ziekenhuis. Hij ontdekt dat hij het smeltproces kan vertragen door vlees van andere mensen te eten, en al gauw begint hij mensen te vermoorden om zichzelf in leven te houden. De autoriteiten proberen hem te stoppen, maar er ontstaat onenigheid over wat de beste aanpak is: sommigen willen Steve levend vangen in de hoop hem nog te kunnen genezen, terwijl anderen hem willen doden voor hij nog meer slachtoffers maakt.
De climax speelt zich af in een krachtcentrale. Uiteindelijk kan Steve zijn noodlot niet langer rekken, en vergaat zijn lichaam tot een hoopje rode drab dat de volgende ochtend door de conciërge in een afvalbak wordt gegooid. Op de radio is een nieuwbericht te horen dat een tweede missie naar Saturnus gepland staat.

## Rolverdeling
| Acteur            | Personage                    | Opmerkingen         |
| ----------------- | ---------------------------- | ------------------- |
| Alex Rebar        | Steve West (The Melting Man) |                     |
| Burr DeBenning    | Dr. Ted Nelson               |                     |
| Myron Healey      | General Michael Perry        |                     |
| Michael Alldredge | Sheriff Neil Blake           |                     |
| Ann Sweeny        | Judy Nelson                  |                     |
| Lisle Wilson      | Dr. Loring                   |                     |
| Cheryl Smith      | The Model                    | als Rainbeaux Smith |
| Julie Drazen      | Carol                        |                     |

## Achtergrond
De film staat vooral bekend om zijn make-up effecten verzorgd door Rick Baker. Daarnaast heeft regisseur Jonathan Demme, die later The Silence of the Lambs zou regisseren, een cameo in de film.
De film werd bespot in de cultserie Mystery Science Theater 3000.